# Батурино (Бурятія)
Батурино (рос. Батурино) — село Прибайкальського району, Бурятії Росії. Входить до складу Сільського поселення Нестеровського.
Населення — 45 осіб (2015 рік).